# Copa Truck
A Copa Truck é uma categoria do automobilismo brasileiro, composta de caminhões preparados para corrida. A categoria originou-se da Fórmula Truck, categoria original no país.

## História
A origem da categoria veio após as nove equipes abandonarem a Fórmula Truck por discordarem da gestão conturbada de Neusa Navarro Félix e formarem uma associação, agregando equipes e pilotos da antiga categoria. Em novembro de 2017 foi homologado pela Confederação Brasileira de Automobilismo (CBA), sendo disputada como campeonato.
A Copa Truck foi lançada oficialmente dia 27 de abril de 2017, em São Paulo. Na primeira temporada, o campeonato foi dividido em três copas regionais – Centro-Oeste, Nordeste e Sudeste. A primeira etapa ocorreu no dia 28 de maio, em Goiânia, tendo no grid 17 caminhões. 
Na composição da associação estão as seguintes equipes: RM Competições, AJ5 Sports, DF Motorsport, RVR Motorsports, Dakar Motors, Fábio Fogaça Motorsports, Lucar Motorsports e Clay Truck Racing.

## Campeões

### Copa Truck
| Temporada | Campeão           | Equipe                        | Construtor    | Pneu |
| --------- | ----------------- | ----------------------------- | ------------- | ---- |
| 2017      | Felipe Giaffone   | RM Competições                | Volkswagen    | P    |
| 2018      | Roberval Andrade  | Dakar-Corinthians Motorsports | Scania        | P    |
| 2019      | Beto Monteiro     | RM Motors                     | Volkswagen    | P    |
| 2020      | Beto Monteiro     | R9 Competições                | Volkswagen    | P    |
| 2021      | André Marques     | AM Motorsport                 | Mercedes-Benz | G    |
| 2022      | Wellington Cirino | ASG Motorsport                | Mercedes-Benz | G    |
| 2023      | Felipe Giaffone   | R9 Competições                | Volkswagen    | G    |

### Super Truck
| Temporada | Campeão        | Equipe           | Construtor | Pneu |
| --------- | -------------- | ---------------- | ---------- | ---- |
| 2021      | Felipe Tozzo   | Dakar Motorsport | Iveco      | G    |
| 2022      | Danilo Alamini | R9 Competições   | Volkswagen | G    |
| 2023      | Thiago Rizzo   | R9 Competições   | Volkswagen | G    |

### Copas Regionais
| Pos | Piloto            | Títulos | Copas Regionais                                                                                  |
| --- | ----------------- | ------- | ------------------------------------------------------------------------------------------------ |
| 1   | Beto Monteiro     | 5       | Copa Centro-Oeste (2017), Primeira Copa (2019 e 2020), Segunda Copa (2020), Terceira Copa (2019) |
| 2   | Felipe Giaffone   | 4       | Copa Nordeste (2017), Copa Sul-Sudeste (2017), Copa Centro-Oeste (2018), Copa Mercosul (2018)    |
| 3   | André Marques     | 2       | Segunda Copa (2019), Copa Sudeste (2018)                                                         |
| 4   | Valdeno Brito     | 1       | Terceira Copa (2020)                                                                             |
| 5   | Paulo Salustiano  | 1       | Quarta Copa (2019)                                                                               |
| 6   | Wellington Cirino | 1       | Copa Sul (2018)                                                                                  |

## Transmissão
A categoria é transmitida na televisão aberta pela Band desde 2021. Na televisão paga, é transmitido pela SporTV. A categoria tem cobertura completa pelo próprio canal no YouTube e no próprio YouTube pelo canal Portal e TV High Speed Brazil.